# Nahane
Nahane (Ponekad se ime Kaska navodi za sve Nahane) su jedna od glavnih grupa Sjevernih Atapaska nastanjenih u sjevernoj Britanskoj Kolumbiji i teritoriju Yukona u Kanadi, između Rocky Mountainsa, pa sve do bazena Mackenzie. Rana populacija Nahana,  iznosila je 1780. 2,000. plus 800 u Yukon Teritoriju, ali bez 400 Tsethaottine Indijanaca, poznatih i kao 'Mountain' (ali koji se ne smiju pobrkati s pravim Mountain Indijancima iz grupe Slavey). Nahane se sastoje od više skupine od kojih su neke možda odrođene, to bi bili Kaska (Titshotina i Etagottine), Tagish i Tahltan (od Tahltan i Takutine). Hodge i Swanton navode sljedeće bande: 
1. Abbatotine (Pelly River Indijanci) u dolinama rijeka Ross i Pelly;
2. Esbataottine, u dolinama Beaver, Nahanni i North Nahanni rivers;
3. Etagottine, u dolinama rijeka Gravel i Dahachuni;
4. Etchaottine
5. Klokegottine
6. Kraylongottine
7. Sazeutina
8. Takutine, na rijeci Teslin, gornjem toku Taku Rivera i uz jezero Taku;
9. Titshotina, između planina Cassiar i rijeka Liard i Dease u Britanskoj Kolumbiji.

Swanton na popisu ima i plemena Tagish, ponekad se samostalno se navode, a dom su im područja oko jezera Marsh i Tagish. Kaske su s gornjeg Liard Rivera. Hodge u svom članku na str. 10 piše da Takutine i Tahltani čine skupinu Tahltan. Titshotina i Etagottine da čine skupinu Kaska, a dopušta mogućnost da su Nahane i plemena Tsetsaut i Lakuyip (Lakweip). Petitot Abbatotine i Abbatotine smatra istim plemenom.

## Ime
Ime Nahane znači "people of the west", a poznati su u ranija vremena i kao Gonana, tlingitskim imenom za Atapaske iz unutrašnjosti.

## Povijest
U kontakt s Europljanima Nahane dolaze u kasnom 18. stoljeću kada ih (1789) susreće Mackenzie u kraju gdje se sjedinjuju rijeke Liard i Mackenzie. Uskoro su u njihovom području niknule utvrde Fort Liard i Fort Nelson, koja kasnije postaje poznata kao Fort Nelson River. Ovu posljednju utvrdu uništili su Indijanci, ali je 1865. ponovno uspostavljena. U prvoj polovici 19. stoljeća Europljani se trude da podignu još koju utvrdu, dok se na drugu stranu Indijanci zauzeti njihovim rušenjem i paljenjem. Godine 1848. podignut je Fort Selkirk, ali su je uništili Chilkat Indijanci, pleme Tlingita s obale Aljaske, koji su smatrali da im je time uništen monopol na trgovinu. -Imenom Kaska počinju se kasnije nazivati sve skupine Nahana. Danas se oni dijele na Dease River First Nation u Good Hope Lake i Kwadacha First Nation u Fort Ware, sjeverno od Prince George u Britanskoj Kolumbiji; Lower Post First Nation blizu Watson Lake, Ross River Dena i Liard First Nation su iz Yukona.

## Kultura
Kaske su nomadski lovci prvenstveno na karibua koji žive u privremenim nastambama –tepee-šatoru ili kolibama od kolja i granja, ponekad je to ljeti jednostavni  'lean-to' . Kanu, krplje i  'toboggan' , glavno su transportno/prijevozno sredstvo. O religiji nije mnogo ni poznato. Postoji vjerovanje u duhove životinja i šamanizam. -Zapadne bande Nahana pod utjecajem Tlingita preuzele su njihovu matrilinearnu klansku organizaciju, dvije glavne socijalne fratrije zvane Raven i Wolf, i naravno običaje potlatcha. Na drugu stranu bande istočnih Nahana imaju labavu paternalnu organizaciju, nalik onoj u Sekana, i Atapaskanima dalje na istok.
Dvije glavne fratriske polovice su Medvjed i Vuk.

## Ostali nazivi za Nahane
Dènè des Montagnes-Rocheuses (Petitot), Kunânâ (Mckay 1895; Tlingit naziv), Mntagnais (Petitot), Nahaunies, Nehanni, Nohannies, etc., Rocky Mountain Indian (Mackenzie ,1801)

## Vanjske poveznice
- Canadian Indian Tribe History  Arhivirana inačica izvorne stranice od 12. listopada 2009. (Wayback Machine)
- Kaska  Arhivirana inačica izvorne stranice od 16. prosinca 2004. (Wayback Machine)
- Kaska  Arhivirana inačica izvorne stranice od 13. lipnja 2006. (Wayback Machine)
- Kaska Language Website